# 台湾舌唇兰
台湾舌唇兰（学名：Platanthera taiwaniana）为兰科舌唇兰属下的一个种。

## 扩展阅读
- 維基物種上的相關：台湾舌唇兰